# Elvis Perkins

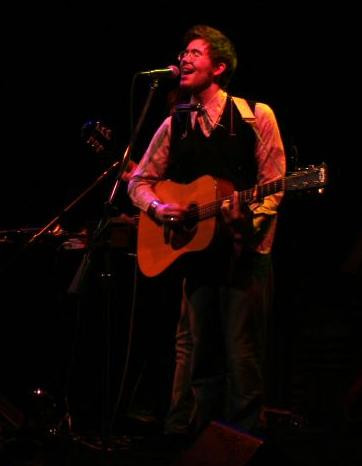
Elvis Perkins in Joe’s Pub in New York am 1. März 2007

Elvis Brooke Perkins (* 9. Februar 1976 in New York City) ist ein US-amerikanischer Singer-Songwriter des Folk Rock.

## Leben und Wirken
Perkins ist der Sohn des Schauspielers Anthony Perkins und der Fotografin Berry Berenson und wuchs in Los Angeles, Kalifornien und New York City auf. Sein älterer Bruder ist der Filmschaffende Osgood „Oz“ Perkins. Mütterlicherseits ist Perkins ein Urenkel der Modedesignerin Elsa Schiaparelli und ein Neffe der Schauspielerin Marisa Berenson.
In seinen melancholischen Songs verarbeitet Perkins sein persönliches Leid, das er über die Jahre durchleben musste: Sein Vater starb 1992 an AIDS, und seine Mutter war in dem Flugzeug, das am 11. September 2001 in den Nordturm des World Trade Centers geflogen wurde. Sein Debütalbum Ash Wednesday, das in den USA im Februar 2007 bei XL Recordings erschien, zeichnet die Songs, die vor und nach dem Tod seiner Mutter entstanden sind, in chronologischer Reihenfolge auf. Als erste Single wurde daraus All the Night Without Love veröffentlicht. Unterstützung erhielt Perkins dabei von seinem Bruder Oz Perkins am Schlagzeug und seinem Freund Ethan Gold, der das Album produzierte, arrangierte und mixte.
Mit dem Musikertrio Brigham Brough als Bassist, Nicholas Kinsey als Schlagzeuger und Wyndham Boylan-Garnett als Keyboarder bzw. Gitarrist ging Perkins schon 2006 als Elvis Perkins in Dearland auf eine lange und erfolgreiche US-Tournee. Er tourte u. a. mit World Party, Cold War Kids, Dr. Dog, Okkervil River, My Morning Jacket und Pernice Brothers. Auch auf den Musikfestivals Lollapalooza und Austin City Limits spielte die Band und weckte ein breites Medienecho. Außerdem traten Elvis Perkins in Dearland als Vorband der Indie-Rock-Formation Clap Your Hands Say Yeah und von Willy Mason auf dessen Europa-Tournee auf.
Der Song Moon Woman II von Perkins’ Debütalbum wurde in den Soundtrack zu dem Film Fast Food Nation aufgenommen. Und While You Were Sleeping, das bereits im Vorfeld der Albumveröffentlichung eine große Verbreitung im Internet fand, wurde für eine Folge der 4. Staffel der Fernsehserie The O.C. verwendet. Mit diesem Song bestritten Elvis Perkins in Dearland auch ihren ersten Fernsehauftritt in der Late Show mit David Letterman am 13. Juni 2007.
Ash Wednesday kam am 9. Juli 2007 auch in Europa heraus. Im September 2007 nahm Perkins auf Betreiben des Produzenten Chris Shaw All The Night Without Love in einer neuen Version auf und veröffentlichten die Single im November 2007. Das zweite Album Elvis Perkins In Dearland erschien 2009 ebenfalls auf XL Recordings und konnte in den US-Charts Platz 163 belegen. Nach einer längeren Auszeit folgte 2015 das Album I Aubade auf seinem eigenen Label MiR Records. Das Soundtrack-Album The Blackcoat's Daughter für den unter der Regie seines Bruders Oz Perkins entstandenen Film Die Tochter des Teufels (2015) veröffentlichte er 2017 auf dem Label Death Waltz Recording Company. 2020 erschien sein Studio-Album Creation Myths.

## Diskografie (Auswahl)
Alben
- 2006: Ash Wednesday (XL Recordings)
- 2009: Elvis Perkins In Dearland (XL Recordings)
- 2015: I Aubade (MiR Records)
- 2017: The Blackcoat's Daughter (Death Waltz Recording Company)
- 2020: Creation Myths (MiR Records)